# Evelyn Colyer
Evelyn Lucy Colyer épouse Munro (née le 16 août 1902 — décédée le 4 novembre 1930) est une joueuse de tennis britannique des années 1920.
Elle a joué quatre finales en double dames dans les tournois du Grand Chelem : deux à Roland Garros et deux à Wimbledon, toutes perdues. La plus fameuse d'entre elles reste celle de 1923 sur le gazon londonien où elle fait équipe avec Joan Austin : surnommées “the babes” par la presse anglaise, elles s'inclinent face à la paire Lenglen-Ryan. 
Associée à Dorothy Shepherd Barron, Evelyn Colyer a enfin décroché la médaille de bronze en double dames aux Jeux olympiques de Paris en 1924.

## Palmarès (partiel)

### Finales en double dames
| No | Date       | Nom et lieu du tournoi         | Catégorie | Surface      | Vainqueures                        | Partenaire   | Score          |          |
| -- | ---------- | ------------------------------ | --------- | ------------ | ---------------------------------- | ------------ | -------------- | -------- |
| 1  | 25/06/1923 | The Championships Wimbledon    | G. Chelem | Gazon (ext.) | Suzanne Lenglen Elizabeth Ryan     | Joan Austin  | 6-3, 6-1       | Parcours |
| 2  | 27/05/1925 | Internationaux de France Paris | G. Chelem | Terre (ext.) | Suzanne Lenglen Julie Vlasto       | Kitty McKane | 6-1, 9-11, 6-2 | Parcours |
| 3  | 02/06/1926 | Internationaux de France Paris | G. Chelem | Terre (ext.) | Suzanne Lenglen Julie Vlasto       | Kitty McKane | 6-1, 6-1       | Parcours |
| 4  | 21/06/1926 | The Championships Wimbledon    | G. Chelem | Gazon (ext.) | Mary Kendall Browne Elizabeth Ryan | Kitty McKane | 6-1, 6-1       | Parcours |

## Parcours en Grand Chelem (partiel)
Si l’expression « Grand Chelem » désigne classiquement les quatre tournois les plus importants de l’histoire du tennis, elle n'est utilisée pour la première fois qu'en 1933, et n'acquiert la plénitude de son sens que peu à peu à partir des années 1950.

### En simple dames
| Année | Championnat d'Australasie Championnat d'Australie | Championnat d'Australasie Championnat d'Australie | Championnat de France Internationaux de France | Championnat de France Internationaux de France | Wimbledon       | Wimbledon       | US National | US National |
| ----- | ------------------------------------------------- | ------------------------------------------------- | ---------------------------------------------- | ---------------------------------------------- | --------------- | --------------- | ----------- | ----------- |
| 1923  | -                                                 | -                                                 | -                                              | -                                              | 2e tour (1/32)  | Vera Spofforth  | -           | -           |
| 1924  | -                                                 | -                                                 | -                                              | -                                              | 3e tour (1/8)   | Jessie Russell  | -           | -           |
| 1925  | -                                                 | -                                                 | 1/4 de finale                                  | Suzanne Lenglen                                | 3e tour (1/8)   | Daphne Akhurst  | -           | -           |
| 1926  | -                                                 | -                                                 | 1er tour (1/16)                                | Cornelia Bouman                                | 2e tour (1/16)  | Julie Vlasto    | -           | -           |
| 1927  | -                                                 | -                                                 | -                                              | -                                              | 4e tour (1/8)   | Kitty McKane    | -           | -           |
| 1928  | -                                                 | -                                                 | 2e tour (1/16)                                 | Cornelia Bouman                                | 3e tour (1/16)  | Lilí Álvarez    | -           | -           |
| 1929  | -                                                 | -                                                 | -                                              | -                                              | 1er tour (1/64) | Phoebe Holcroft | -           | -           |

À droite du résultat, l’ultime adversaire.

### En double dames
| Année | Championnat d'Australasie Championnat d'Australie | Championnat d'Australasie Championnat d'Australie | Championnat de France Internationaux de France | Championnat de France Internationaux de France | Wimbledon               | Wimbledon             | US National | US National |
| ----- | ------------------------------------------------- | ------------------------------------------------- | ---------------------------------------------- | ---------------------------------------------- | ----------------------- | --------------------- | ----------- | ----------- |
| 1923  | -                                                 | -                                                 | -                                              | -                                              | Finale Joan Austin      | S. Lenglen E. Ryan    | -           | -           |
| 1925  | -                                                 | -                                                 | Finale Kitty McKane                            | S. Lenglen Julie Vlasto                        | -                       | -                     | -           | -           |
| 1926  | -                                                 | -                                                 | Finale Kitty McKane                            | S. Lenglen Julie Vlasto                        | Finale Kitty McKane     | Mary Kendall E. Ryan  | -           | -           |
| 1928  | -                                                 | -                                                 | 1/2 finale Joan Fry                            | E. Bennett P. Holcroft                         | 1/4 de finale C. Bouman | D. Akhurst Esna Boyd  | -           | -           |
| 1929  | -                                                 | -                                                 | -                                              | -                                              | 3e tour (1/8) D. Kemmis | Betty Nuthall E. Ryan | -           | -           |

Sous le résultat, la partenaire ; à droite, l’ultime équipe adverse.

### En double mixte
| Année | Championnat d'Australie | Championnat d'Australie | Internationaux de France   | Internationaux de France | Wimbledon | Wimbledon | US National | US National |
| 1928  | -                       | -                       | 2e tour (1/8) Nigel Sharpe | Sylvie Jung Thurneyssen  | -         | -         | -           | -           |

Sous le résultat, le partenaire ; à droite, l’ultime équipe adverse.

## Parcours aux Jeux olympiques

### En double dames
| # | Date       | Nom de l'olympiade          | Surface      | Résultat | Partenaire       | Ultimes adversaires                   | Score    |          |
| - | ---------- | --------------------------- | ------------ | -------- | ---------------- | ------------------------------------- | -------- | -------- |
| 1 | 13/07/1924 | Jeux olympiques d'été Paris | Terre (ext.) | Bronze   | Dorothy Shepherd | Marguerite Broquedis Yvonne Bourgeois | 6-1, 6-2 | Parcours |